# 小誦経
『小誦経』（しょうじゅきょう、巴: Khuddaka-pāṭha、クッダカ・パータ）とは、パーリ仏典経蔵小部の第1経。
日常的な勤行・読誦のための文献を集めたもの。

## 構成
1. 三帰依（Saranattayam）
2. 十戒（Dasasikkhapadam）
3. 三十二身分（Dvattimsakaro）
4. 問沙弥文（Kumarapanha）
5. 吉祥経（Mangala Sutta）
6. 宝経（Ratana Sutta）
7. 戸外経（Tirokutta Sutta）
8. 伏蔵経（Nidhikanda Sutta）
9. 慈経（Metta Sutta）

## 日本語訳
- 『南伝大蔵経』 大蔵出版
- 『小部経典』 第1巻、正田大観、Kindle 2015年
- 『小部経典』 第一巻 春秋社 2023年